# William Cottrell (Physiker)
William Cottrell (* 1980) ist ein Physiker, der wegen Verschwörung und Brandstiftung als Terrorist verurteilt wurde.
Cottrell studierte theoretische Physik am California Institute of Technology in Pasadena. Bei ihm wurde das Asperger-Syndrom diagnostiziert.
Am 22. August 2003 fuhr er mit zwei Freunden durch Pasadena. Dabei besprühten sie Fahrzeuge mit Graffiti, die deren ökologische Bedenklichkeit anprangerten. Schließlich kam es dazu, dass Molotowcocktails auf Fahrzeuge geworfen wurden, wovon 125 zerstört oder beschädigt wurden. Der Gesamtschaden betrug fünf Millionen Dollar.
Vor Gericht gab Cottrell an, nichts von den Brandstiftungsabsichten gewusst zu haben und seinen Freund Tyler Johnson während der Tat zum Aufhören aufgefordert zu haben. Dennoch wurde er 2005 zu achteinhalb Jahren Gefängnis verurteilt. Nach dem PATRIOT Act war er nun offiziell als Terrorist eingestuft. Seine Freunde waren nach der Tat untergetaucht.
Cottrell schlug der Gefängnisleitung vor, als Mathematiklehrer für Mithäftlinge zu arbeiten. Sein Gesuch wurde abgelehnt. Aus der Haft schrieb Cottrell in Briefen an Angehörige von schlechten Haftbedingungen. Ihm seien seine Materialien für Physikstudien abgenommen worden. Auch wurde er in eine kalte Einzelzelle gesteckt. Besuche wurden fast nie genehmigt. In einem Brief von Peter Freund, der auch von Kip Thorne und Stephen Hawking unterzeichnet wurde, wurde beim United States Court of Appeals for the Ninth Circuit um einen besseren Umgang mit Cottrell gebeten, so dass seine Talente gefördert und seine Eigenarten berücksichtigt würden. Der Brief blieb ohne positive Wirkung.